# 俄羅斯入侵烏克蘭時間軸 (2022年4月)

俄罗斯入侵乌克兰的动态地图（参见可交互的俄乌战争详细地图）

本条目主要列出2022年俄羅斯入侵烏克蘭在2022年4月的过程。

## 4月1日
烏克蘭兩架直升機空襲俄羅斯別爾哥羅德市一油庫。别尔哥罗德州州长表示，乌军两架直升机空袭油库後發生了火灾，並且造成2名工作人员受伤。路透社表示這是俄罗斯对乌克兰開展军事行动以来俄罗斯首次报告乌克兰对其领土进行空袭。

## 4月2日
波尔塔瓦州负责人德米特罗·卢宁表示當天早些时候，俄罗斯朝乌克兰中部的波尔塔瓦和克列緬丘格發射導彈，當地的基础设施和住宅建筑被破壞。

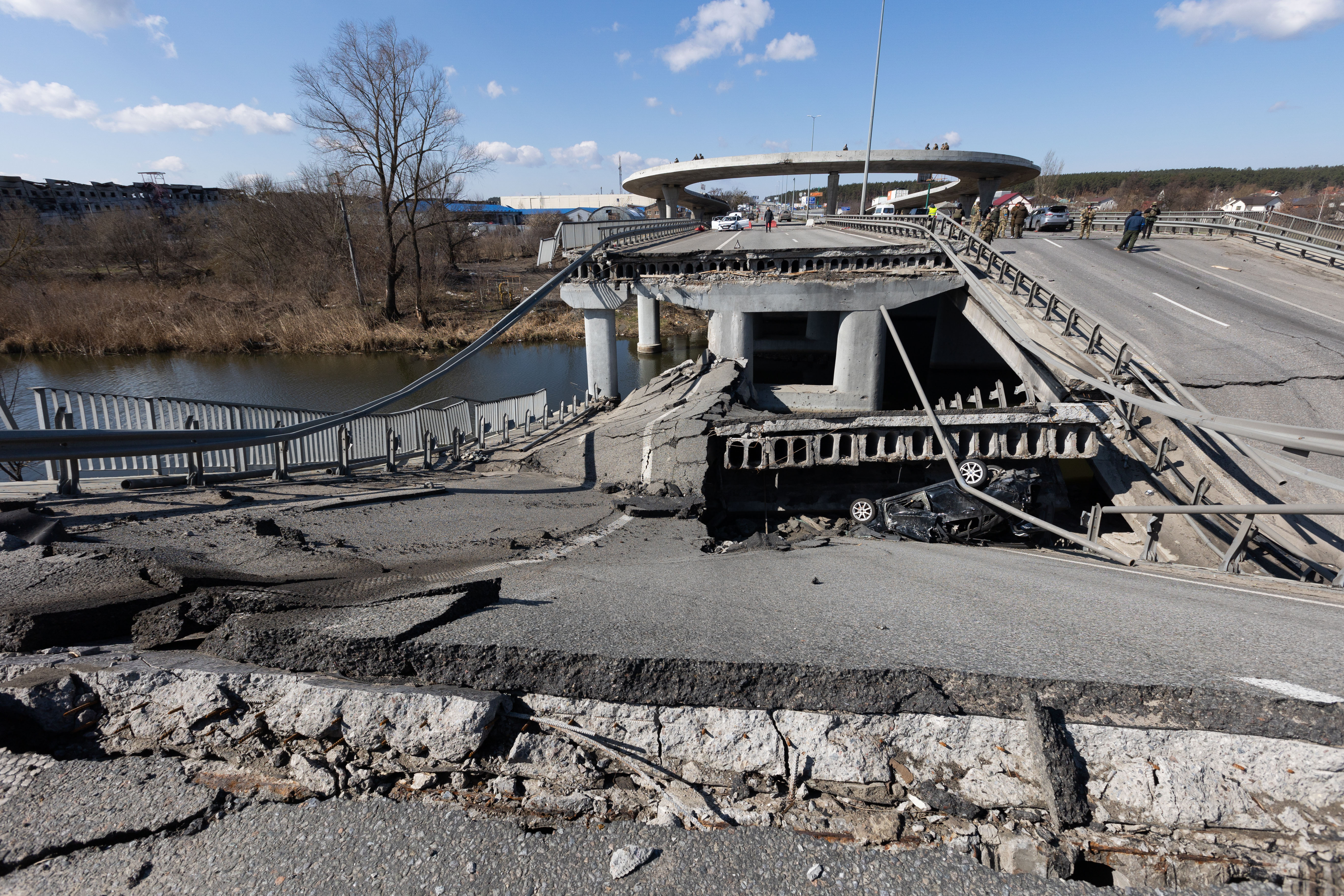
俄羅斯入侵後的基輔郊區

參與基辅攻势的俄軍已撤退至切尔诺贝利。乌克兰国防部副部长表示乌克兰军队已经重新控制了整个基辅州。
俄軍佔領烏克蘭北部的切爾諾貝爾核電廠數周後撤出，據悉大部分俄軍已離開，但仍有一些俄兵留在隔離區內。烏克蘭官員說，俄軍在核電廠附近的紅色森林挖掘戰壕，遭輻射污染急送院，引起士兵恐慌，俄軍可能是因擔心輻射而撤走。
國際紅十字會試圖展開大規模疏散馬里烏波爾市內平民的計畫，但行動失敗，人道救援物資亦無法進入，這座數十萬人口的城市，仍有多達十萬民眾未成功撤離。

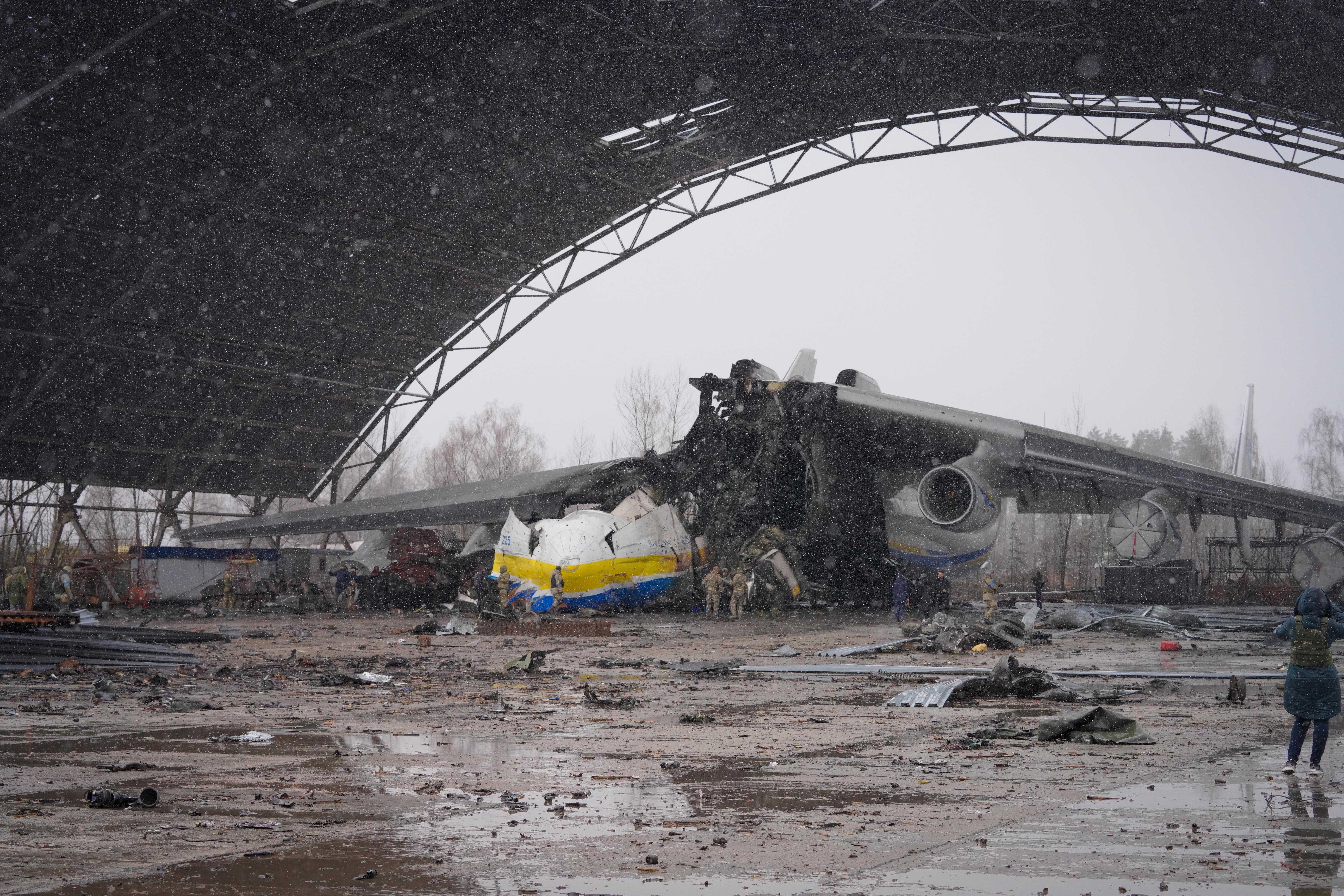
在爭奪安東諾夫機場期間被炸毀的全世界承載重量最大的運輸機——An-225

烏克蘭軍隊於俄軍撤離後重新控制安東諾夫機場。

## 4月3日
有记者报道称至少有20名乌克兰平民因布恰大屠杀死亡。据布查市长称，有280具尸体被埋在亂葬崗中。人权观察报告了乌克兰被占领地区的战争罪行——谋杀、强奸、酷刑和抢劫。 
目前統計下來超過400名烏克蘭平民死於這場屠殺。

## 4月4日
俄軍開始從蘇梅撤兵、轉轟奧德薩儲油設施，以及車諾比核電廠已被烏克蘭軍隊完全收回。顿涅茨克武装力量发言人表示除工业区和港口外马里乌波尔市中心区已基本被顿涅茨克武装力量控制。乌克兰国防部副部长表示，俄军当前的进攻目标是哈尔科夫、马里乌波尔和敖德萨三地。乌克兰总统泽连斯基表示，马里乌波尔战事是当前乌克兰所面临的最困难的问题之一。

## 4月5日
澤連斯基針對布查事件向聯合國安理會發表講話。

## 4月6日
俄罗斯军队轰炸乌克兰东部城镇、城市和铁路基础设施，炮火造成至少四人死亡，另有四人受伤。
乌克兰铁路公司表示，三枚火箭弹击中烏克蘭东部一火车站，造成多人伤亡。

## 4月7日
俄罗斯国防部表示，該國導彈摧毁了位於乌克兰城市尼古拉耶夫、哈爾科夫、扎波罗热和丘古耶夫的四个燃料储存设施。
克里姆林宫新闻秘书佩斯科夫承认，俄罗斯遭受了重大损失。
在聯合國大會第十一屆緊急特別會議上，以93票支持票和24票反對票，58票棄權票通過聯合國大會第ES-11/3號決議。此前，美國、英國、法國、烏克蘭等54國共同提出該決議的草案，以俄羅斯在侵略烏克蘭期間「嚴重、有系統侵犯和踐踏人權及違反國際人道法」為由，提議暫停俄羅斯在聯合國人權理事會的成員資格。

## 4月8日
俄罗斯方面表示，它已经摧毁了敖德萨附近的外国雇佣军训练中心。
克拉马托尔斯克的一个火车站遭到俄罗斯火箭弹袭击，造成至少52人死亡，受傷人數大致為87至300人之間。俄罗斯国防部否认發動袭击。

## 4月9日
俄罗斯军队袭击了鲁比日内的一个装有硝酸的储罐。
當天奥地利总理與英國首相抵達基辅与乌总统泽连斯基举行会谈。英國首相表示除了向烏克蘭提供装甲车、反舰导弹系统外還會向烏克蘭提供贷款和放宽关税。
乌克兰當局表示該國決定对俄罗斯实施贸易禁运，俄罗斯货物将不得进口至乌克兰关税区。
俄羅斯與烏克蘭进行第三次囚犯交换行动。

## 4月10日
第聂伯罗国际机场及其周围的基础设施被俄罗斯完全摧毁。

## 4月11日
奥地利总理卡尔·内哈默在莫斯科会见了俄罗斯总统弗拉基米尔·普京，这是自入侵开始以来西方领导人的首次访问。

## 4月12日
俄罗斯总统普京在记者会上表示，在乌克兰的特别军事行动仍在按计划进行，主要目标是帮助顿巴斯人民，而不是占领乌克兰。
德國總統史坦麥爾承認，他曾提出與其他歐盟國家領導人一起訪問烏克蘭，但是基輔拒絕其前往訪問並表示其本人在烏克蘭不受歡迎。史坦麥爾承認，過去對俄羅斯立場太友好，這是一個錯誤的行為。

## 4月13日
俄罗斯国防部表示乌克兰第36海军陆战旅1026名士兵以及162名军官已在马里乌波尔投降。然而乌克兰国防部並未承認。当天晚些时候，亚速營指挥官杰尼斯·普罗科片科承认，一些乌克兰士兵已经投降。
莫斯科號飛彈巡洋艦被烏克蘭導彈擊中。
俄罗斯副外长在接受采访时警告说，俄罗斯将把在乌克兰领土上运送武器的美国和北约车辆视为军事打擊目标。
扎波罗热州地区军政发言人表示，俄军用磷弹袭击了扎波罗热州的一個村莊。

## 4月14日
烏克蘭政治人物伊琳娜·韋列舒克宣稱與俄羅斯交換30名俘虜，包括5位官員、17位軍人、8位平民。
俄罗斯声称，两架乌克兰直升机进入俄罗斯领空，并对布良斯克州的居民楼發動了至少六次空袭。别尔哥罗德州州长声称該州的一个村庄也遭到袭击，但没有人受伤。俄罗斯当局還指责乌克兰炮击了克里莫沃和斯波多拉希诺村。此外，俄罗斯联邦安全局（FSB）声称，乌克兰武装部队還向布良斯克州的新尤罗维奇边境检查站开火。

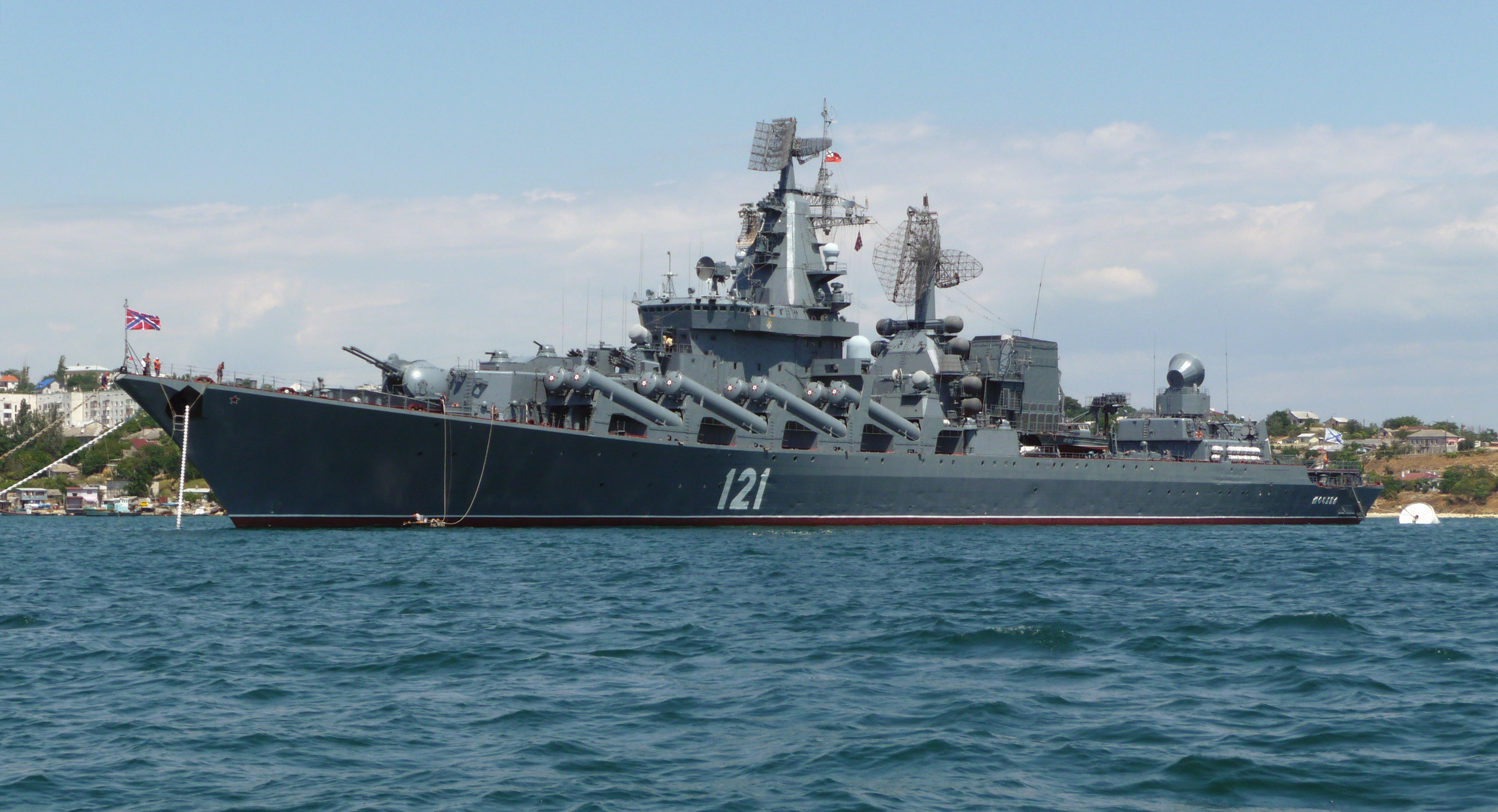
在烏克蘭當局聲稱攻擊之後，沉沒在黑海的俄羅斯巡洋艦“莫斯科”。

俄罗斯国防部表示，莫斯科號飛彈巡洋艦在被拖到港口时船隻沉没。乌克兰当局声称莫斯科號飛彈巡洋艦被两枚海王星导弹击中。俄罗斯方面只承认船上发生火灾，巡洋舰因而受損，但没有详细说明起火原因。

## 4月15日
俄罗斯国防部声称，其S-400防御系统击落了一架乌克兰Mi-8直升機，据称该直升机被烏克蘭當局用来攻擊俄罗斯布良斯克州的克里莫沃村。 此外马里乌波尔的伊利奇钢铁厂已被俄罗斯军队控制。俄罗斯国防部还声称，其战略火箭部队在对伊久姆斯科村發動打擊時“消灭了30名波兰雇佣兵”。
乌克兰军队重新控制了哈爾科夫州的羅甘。

## 4月16日
俄罗斯声称使用高精度武器摧毁了基辅一家装甲车工厂的生产大楼和尼古拉耶夫的一个军事维修设施。俄罗斯还声称在伊久姆附近击落了一架乌克兰的 Su-25攻擊機。俄罗斯方面還表示，弗拉基米爾·弗羅洛夫少将陣亡。

## 4月17日
俄罗斯声称，該國使用高精度空射导弹摧毁了布羅瓦雷附近的一家弹药厂。
俄羅斯要求馬里烏波爾的烏克蘭士兵在當地時間4月17日下午13點，格林尼治標準時間上午10點之前，撤離他們佔據的亞速鋼鐵廠。俄羅斯國防部表示，保證放下武器的烏克蘭士兵的生命將得到赦免，但在最後通牒時間過後，馬里烏波爾的最後一批守軍沒有交出武器。

## 4月18日
乌克兰地方当局表示，俄罗斯对利沃夫發動了导弹袭击，造成了七人死亡，数人受伤。俄罗斯国防部发言人伊戈尔·科纳申科夫證實了這一消息，並表示被俄罗斯空天部队高精度空射导弹摧毁的是利沃夫地区的一个后勤中心以及从美国及欧洲国家运抵乌克兰的大量外国武器。伊戈尔·科纳申科夫還表示位于基辅州瓦西里基夫的一个大型弹药库被摧毁。
乌克兰总统泽连斯基宣布，俄罗斯已开始在顿巴斯地区发动新一輪攻势。
普京授予參與布恰大屠杀的俄罗斯陆军第64独立近卫摩托化步兵旅「近衛」荣誉称号。

## 4月19日
卢甘斯克州州长表示，俄罗斯军队已经占领了克列緬納亞。
俄罗斯外交部长谢尔盖·拉夫罗夫表示，軍事行動已進入“另一个阶段”。俄羅斯國防部表示，其轄下的導引飛彈及大砲部隊在一個夜晚的攻擊行動中打擊了烏國境內1260個目標。

## 4月20日
欧洲理事会主席夏尔·米歇尔访问乌克兰首都基辅并与乌总统泽连斯基举行会晤。
俄羅斯向藏身於烏克蘭港口城市馬里烏波爾亞速鋼鐵廠的烏方部隊人員再次發出最後通牒，但時限過後。未見烏軍有投降跡象，雖然當地仍被俄軍圍困，但並未淪陷。

## 4月21日
俄羅斯宣稱已經試射了一枚新的洲際彈道導彈。總統普京說，這將為那些試圖威脅俄羅斯的人提供思考的機會，當日俄羅斯總統普京命令部隊取消對烏克蘭港口城市馬里烏波爾的亞速鋼鐵廠的攻擊計劃，稱他希望繼續封鎖這座工廠。
西班牙總理桑切斯以及丹麥總理梅特·弗雷德里克森，都在21號抵達烏克蘭首都基輔，並與烏克蘭總統澤倫斯基會面。
烏克蘭空軍在推特上發文，宣稱在21號，他們的防空部隊總共擊毀敵方空軍15個目標，戰機、直升機、無人機皆有斬獲，而且是開戰以來，單日數量最高的一天，而烏克蘭武裝部隊，也在Facebook上發佈一段影片，是一架俄羅斯直升機，遭到刺針飛彈命中墜毀，貼文中還說明烏國的海軍陸戰隊，總共摧毀了兩架直升機。
烏克蘭總統澤倫斯基表示，俄羅斯拒絕在24日東正教復活節期間停火。

## 4月22日
俄罗斯中央军区副司令表示，该国在乌克兰的軍事行動“第二阶段”的目的是全面夺取顿巴斯和南烏克蘭，并且要建立俄罗斯-德涅斯特河沿岸陆路走廊。該副司令表示，有证据表明德涅斯特河沿岸讲俄语的人口受到压迫。乌克兰国防部批評中央军区副司令的表態，並指责俄罗斯在搞帝国主义。
一架乌克兰安托諾夫An-26在扎波羅熱州坠毁。飞行员死亡，另外两人受伤。烏克蘭政府表示事故是飞机撞上电线杆所致，但一些俄罗斯记者在社交媒体帖子中暗示該飛機是被來自乌克兰军队的便携式防空导弹意外击落。
乌克兰官员承认，俄罗斯已经控制了乌克兰东部的42个小城镇和村庄。
俄羅斯稱夜間打擊了烏克蘭的58個軍事目標，包括部隊、燃料庫和軍事裝備集中的地點，並表示使用高精度導彈襲擊了三個目標，包括一個烏克蘭S-300防空系統和大量烏克蘭軍隊及其裝備的集中地。

## 4月23日
据乌克兰国防部情报总局表示，乌克兰武装部队對俄佔赫尔松附近的一个俄罗斯指挥所發動進攻，据称造成两名俄罗斯将军死亡，一人受重伤。
敖德薩的官方Telegram频道表示，敖德萨遭到俄罗斯导弹袭击，造成至少6人死亡。俄羅斯隨後承認此次襲擊。

## 4月24日
俄罗斯国防部声称，其高精度导弹一夜之间击中了九个乌克兰军事目标，其中包括哈尔科夫地区四个武器库。俄罗斯国防部还声称，其导弹和炮兵部队摧毁了哈尔科夫地区的另外四个仓库，并攻擊了乌克兰军队位於第聂伯罗彼得罗夫斯克地区的炸药生产设施。
乌克兰官员声称，俄罗斯军队对马里乌波尔被俄軍围困的亚速钢铁厂發動空袭。
美国国务卿布林肯和国防部长勞合·奧斯丁在基辅与乌克兰总统泽连斯基、外交部长德米特罗·库列巴以及国防部长阿列克謝·列茲尼科夫会面。

## 4月25日
俄罗斯表示該國對克列门丘克炼油厂發動攻擊。此外，俄罗斯国防部声称該國使用高精度远程武器摧毁了烏克蘭境內的六个火车站，俄方指烏克蘭方面通过这些火车站向該國位於顿巴斯的军队輸送外国武器和军事装备。

## 4月26日
聯合國秘書長古特雷斯到訪莫斯科並與普京會面。乌克兰外交部长库列巴表示，乌克兰的武装力量正在改用北约武器并全面向北约标准过渡。

## 4月27日
俄罗斯表示与乌克兰接壤的俄罗斯州發生了一系列爆炸，有地方的一个弹药库发生火灾，一架乌克兰无人机被拦截。

## 4月28日
俄方下令卢布將成為俄佔區赫尔松的流通貨幣。
俄罗斯国防部声称，俄罗斯摧毁了6个乌克兰武器和燃料库並攻擊了76处乌克兰军事设施。
顿涅茨克人民共和國表示他们逮捕了100多名涉嫌参与犯罪的被俘乌克兰士兵。
由俄羅斯所控制的别尔哥罗德據稱出現了兩聲爆炸聲。
聯合國秘書長安東尼奧·古特雷斯會見了烏克蘭總統澤連斯基，並訪問了博羅江卡、布查和伊爾平。基辅一栋25层住宅楼被一枚导弹击中，造成至少10人受伤，1人死亡。
烏克蘭與俄羅斯再次交換被扣押人員，烏方有45人被釋放。
烏克蘭警方表示，俄羅斯入侵以來，大基輔地區已經找到1150具平民屍體，其中五到七成的屍體上可見槍傷彈痕。

## 4月29日
俄罗斯库尔斯克州州长罗曼·斯塔罗沃特表示，位於烏克蘭克鲁佩茨村的一个检查站朝該州发射了迫击炮弹，俄罗斯边防部队和军方隨後還擊。
俄羅斯國防部表示，俄軍從黑海一艘潛艇發射導彈，打擊位於烏克蘭的軍事目標，英媒指，這是俄軍首次宣布使用潛艇艦隊對烏克蘭展開軍事打擊，另外，俄羅斯國防部表示俄羅斯空軍摧毀了位於基輔的「阿爾喬姆」火箭和航天工業企業的生產廠房，以及使用陸基型「口徑」（Kalibr）巡航導彈攻擊位於黑海的烏軍目標。
瑞典國防部發表聲明說，「一架俄羅斯AN-30螺旋槳飛機於29日晚侵犯瑞典領空」，並稱瑞典當局追蹤此事件並拍照存證。另外，丹麥政府亦表示，俄羅斯偵察機先後侵犯丹麥和瑞典領空。丹麥為北約成員國，令人憂慮俄羅斯與北大西洋公約組織（NATO）關係緊張的狀況。

## 4月30日
俄羅斯當局表示他們摧毀了烏克蘭的389個軍事設施，其中包括35個控制中心和15個武器庫。
據烏克蘭部隊軍方表示，他們在過去24小時內在頓涅茨克和盧甘斯克地區擊退了俄羅斯部隊發起的14次進攻。
俄羅斯媒體表示，俄羅斯防空系統阻擋烏克蘭飛機進入俄烏邊境的布良斯克地區（Bryansk,），並稱烏方砲擊擊中當地的石油碼頭和周邊地區，不過並未造成人員傷亡。烏克蘭軍隊則尚未對此消息進行回覆。
俄羅斯武裝部隊表示，他們今天發射高精準飛彈擊中17個烏克蘭軍事設施，並摧毀一個指揮所以及用來存放火箭和大砲的一座倉庫。
烏克蘭亞速營副指揮官指出，烏俄雙方原訂30日早上6點停火，但直到上午11點為止才停火，不過烏俄雙方都遵守停火約定，讓平民從馬里烏波爾亞速鋼鐵廠撤出。20名老弱婦孺透過撤離車隊疏散，預計將撤往扎波羅熱。
烏克蘭南部敖德薩州州長在社交網站表示，一枚俄羅斯飛彈當日摧毀了敖德薩機場的跑道，所幸無任何受害人。烏克蘭軍方則表示，敖德薩機場受損跑道已無法再使用。
烏克蘭表示，與俄羅斯部隊的最新交換俘虜行動，包括一名懷孕5個月的女兵在內共14名烏克蘭人獲釋，但未披露有多少俄羅斯人交還給莫斯科當局。
烏克蘭國民警衛隊4月30日發布了一份報告指出，他們在哈爾科夫東北部的伊久姆附近發現了一座俄軍第2軍團的指揮所，並將座標回報給烏軍，軍方根據座標開火砲擊，有30多輛戰車與裝甲車遭到砲擊命中，大約100名俄兵陣亡，俄軍一位少將安德烈·西蒙諾夫也是其中之一。而瓦列里·格拉西莫夫也在此次炮擊中受傷。
波蘭向烏克蘭運送了至少240輛蘇式坦克。